# كرة اليد في الألعاب الأولمبية الصيفية 1996
النتائج النهائية في منافسات كرة اليد في الألعاب الأولمبية الصيفية 1996.